# Anton Wladimirowitsch Schipulin
Anton Wladimirowitsch Schipulin (russisch Антон Владимирович Шипулин; englisch Anton Shipulin; * 21. August 1987 in Tjumen, Russische SFSR, Sowjetunion) ist ein ehemaliger russischer Biathlet und heutiges Mitglied der Staatsduma. Er war zweimal Zweiter im Gesamtweltcup und gewann bei den Weltmeisterschaften 2017 Gold mit der Staffel.

## Sportlicher Werdegang

### Erste Schritte und Teilnahme an den Olympischen Winterspielen
Anton Schipulin machte in der Saison 2007/08 bei den Juniorenweltmeisterschaften und Junioreneuropameisterschaften durch seine guten Leistungen und Medaillengewinne auf sich aufmerksam. Wegen dieser Leistungen wurde er in den russischen A-Kader der Saison 2008/09 aufgenommen und debütierte am 10. Januar 2009 in Oberhof im Weltcup. Bei den Biathlon-Europameisterschaften in Ufa konnte Schipulin zwei Bronzemedaillen gewinnen, zunächst im Sprint und zum Abschluss der Wettkämpfe mit der Staffel in der Besetzung Witali Norizyn, Schipulin, Schreider und Wassiljew. Im Einzel verpasste er eine Medaille wegen zweier Schießfehler im letzten Stehendanschlag und wurde Vierter. 2010 nahm Anton Schipulin an den Olympischen Winterspielen in Vancouver teil und gewann in der Staffel die Bronzemedaille. Dieser wurde im später aberkannt, da da Jewgeni Ustjugow des Dopings überführt wurde. Bei seinen Einzelstarts kam er auf den Platz 30 im Sprint, Platz 20 in der Verfolgung und Platz 36 im Einzel. In Massenstart belegte Schipulin Rang 22.

### Erster Weltcupsieg (2010/11)
In die Saison 2010/11 startete Schipulin mit einem 19. Platz im Einzel von Östersund. Im Sprint belegte er den achten Rang, in der Verfolgung wurde er Sechster. Sein erster Weltcupsieg gelang ihm am 20. Januar 2011 im Sprintrennen von Antholz. Im Massenstart zwei Tage später wurde er Dritter. Anton Schipulin nahm an seinen Heimweltmeisterschaften in Chanty-Mansijsk teil. Seine beste Einzelplatzierung war ein 21. Platz in der Verfolgung.

### Erste WM-Medaille (2011/12)
In der Folgesaison konnte Schipulin zunächst nicht an die Ergebnisse der Vorsaison anknüpfen. Sein einziger Saisonsieg gelang ihm am 15. Januar 2012 in der Verfolgung von Nové Město. Seinen bisher größten sportlichen Erfolg feierte er bei den Biathlon-Weltmeisterschaften 2012 in Ruhpolding, bei der er in der Verfolgung die Bronze-Medaille gewann. Die Saison beendete er auf dem achten Weltcupgesamt-Rang.

### Auf dem Weg nach Sotschi (2012/13)
In die olympische Vorsaison startete Schipulin mit einem 9. Platz. Beim Weltcup in Antholz erzielte er in Sprint und Verfolgung einen Doppelsieg. Bei den Weltmeisterschaften in Nové Mesto wurde er zum einzigen Russen, der eine Medaille gewinnen konnte. Nach einem neunten Platz im Sprint gewann er – wie schon im Vorjahr – Bronze in der Verfolgung. Im Massenstart holte er Silber, mit der Staffel wurde er zuvor Vierter. Am Saisonende belegte er in der Weltcupgesamtwertung den neunten Rang.
Zum Auftakt der Olympiasaison belegte Schipulin im Sprint von Östersund den 21. Platz. Da er bis zu den Olympischen Spielen in Sotschi nur einmal als Dritter auf dem Podest gestanden hatte, galt Schipulin dort zunächst eher als Außenseiter.

### Olympische Spiele (2013/14)
Beim ersten Rennen, dem Sprint, belegte Schipulin den vierten Platz und verpasste die Bronzemedaille nur um 0,7 Sekunden gegenüber Jaroslav Soukup. Nachdem er in den anderen drei Einzelwettbewerben nicht unter die besten Zehn gekommen war, gewann er am 22. Februar 2014 gemeinsam mit Alexei Wolkow, Jewgeni Ustjugow und Dmitri Malyschko das Staffelrennen. Dabei setzte er sich im Schlussspurt gegen den deutschen Schlussläufer Simon Schempp durch. Aufgrund eines Dopingvergehens Ustjugows wurde der Staffel der Olympiasieg später aberkannt. Beim nacholympischen Weltcup in Pokljuka erzielte er in der Verfolgung seinen einzigen Sieg in dieser Saison, die er auf dem achten Gesamtrang beendete.

### Zweiter im Gesamtweltcup (2014/15)
In den nacholympischen Winter 2014/15 startete Schipulin mit einem für ihn enttäuschenden 59. Platz im Einzel von Östersund. Bereits drei Tage später konnte er im Sprint mit einem sechsten Platz erstmals in dieser Saison punkten. In der Verfolgung gelang ihm hinter dem Franzosen Martin Fourcade ein zweiter Platz. Beim darauffolgenden Weltcup in Hochfilzen holte er mit einem elften Platz im Sprint und einem fünften Platz in der Verfolgung zwei weitere gute Einzelresultate. Mit der Staffel konnte er als Schlussläufer siegen. Beim dritten Weltcup in Pokljuka gewann er sowohl den Sprint als auch den Massenstart. In der Verfolgung belegte er den zweiten Platz. Er gewann am Ende der Saison die Massenstartgesamtwertung und konnte sich auf Rang zwei der Weltcupgesamtwertung hinter Martin Fourcade platzieren.

### Dritter im Gesamtweltcup (2015/16)
Zu Beginn der 2015/16 startete Schipulin erstmals in der Single-Mixed-Staffel und erreichte mit Jekaterina Schumilowa den fünften Platz. In Hochfilzen erreichte er, mit einem dritten Platz in der Verfolgung, seine erste Podestplatzierung der Saison. Im folgenden Staffelrennen konnte er sich im Zielsprint gegen den Norweger Emil Hegle Svendsen durchsetzen und gewann somit das Staffelrennen. In Pokljuka erreichte er erneut den dritten Platz in der Verfolgung und in Ruhpolding den dritten Platz im Einzel. In Antholz wurde er Fünfter im Sprint und gewann die anschließende Verfolgung. Das war sein einziger Einzelsieg der Saison. Im Staffelrennen konnte sich Schipulin erneut als Schlussläufer durchsetzen und gewann den Zielsprint gegen den deutschen Schempp. Bei den beiden Weltcups in Nordamerika erreichte er zwei zweite und einen dritten Platz.
Die Weltmeisterschaften in Oslo verliefen für Schipulin nicht wie erhofft. Er konnte keine Medaille gewinnen und erreichte in Einzelrennen nur zweimal die Top Ten. In der Weltcupgesamtwertung war Schipulin Dritter hinter Martin Fourcade und Johannes Thingnes Bø. In allen Disziplinenwertungen konnte er erstmals einen Top-Ten-Platz erreichen.

### Zweiter im Gesamtweltcup und Staffelweltmeister (2016/17)
In der folgenden Saison konnte Schipulin beim zweiten Weltcup in Pokljuka in allen drei Rennen auf das Podest laufen. Im Sprint und in der Verfolgung wurde er Dritter und mit der Staffel Zweiter. Beim dritten Weltcup in Nové Město konnte er seine Einzelergebnisse verbessern und wurde in Sprint und in Verfolgung Zweiter. Im ersten Massenstart wurde er nach 2 Strafrunden nur Zwölfter. Bis zu seinem vierten Platz im Verfolgungsrennen in Ruhpolding konnte er keine Top-Ten-Platzierung mehr erzielen. In Antholz konnte er, wie im Vorjahr, gewinnen. Dieses Mal gewann er das Einzel und erreichte im Massenstart den dritten Platz.
Bei den Weltmeisterschaften in Hochfilzen verfehlte er, mit zwei vierten Plätzen, eine Einzelmedaille knapp. Im Mixedstaffelrennen wurde er mit der russischen Staffel Dritter. In der Herrenstaffel konnten sich Alexei Wolkow, Maxim Zwetkow, Anton Babikow und Schipulin gegen die anderen Nationen durchsetzen und wurden Weltmeister.
Bei den Vorolympischen Wettkämpfen in Pyeongchang wurde er erneut Zweiter im Verfolgungsrennen. Zu Saisonabschluss gelang ihm in Oslo sein zweiter Saisonsieg. Er konnte sich nach einem dritten Platz im Sprint in der Verfolgung um zwei Plätze verbessern.
In der Weltcupgesamtwertung wurde Schipulin Zweiter hinter Martin Fourcade. Auch in Einzel und in der Verfolgungswertung wurde er Zweiter.

### Dritter im Gesamtweltcup und Sperre bei den Olympischen Spielen (2017/18)

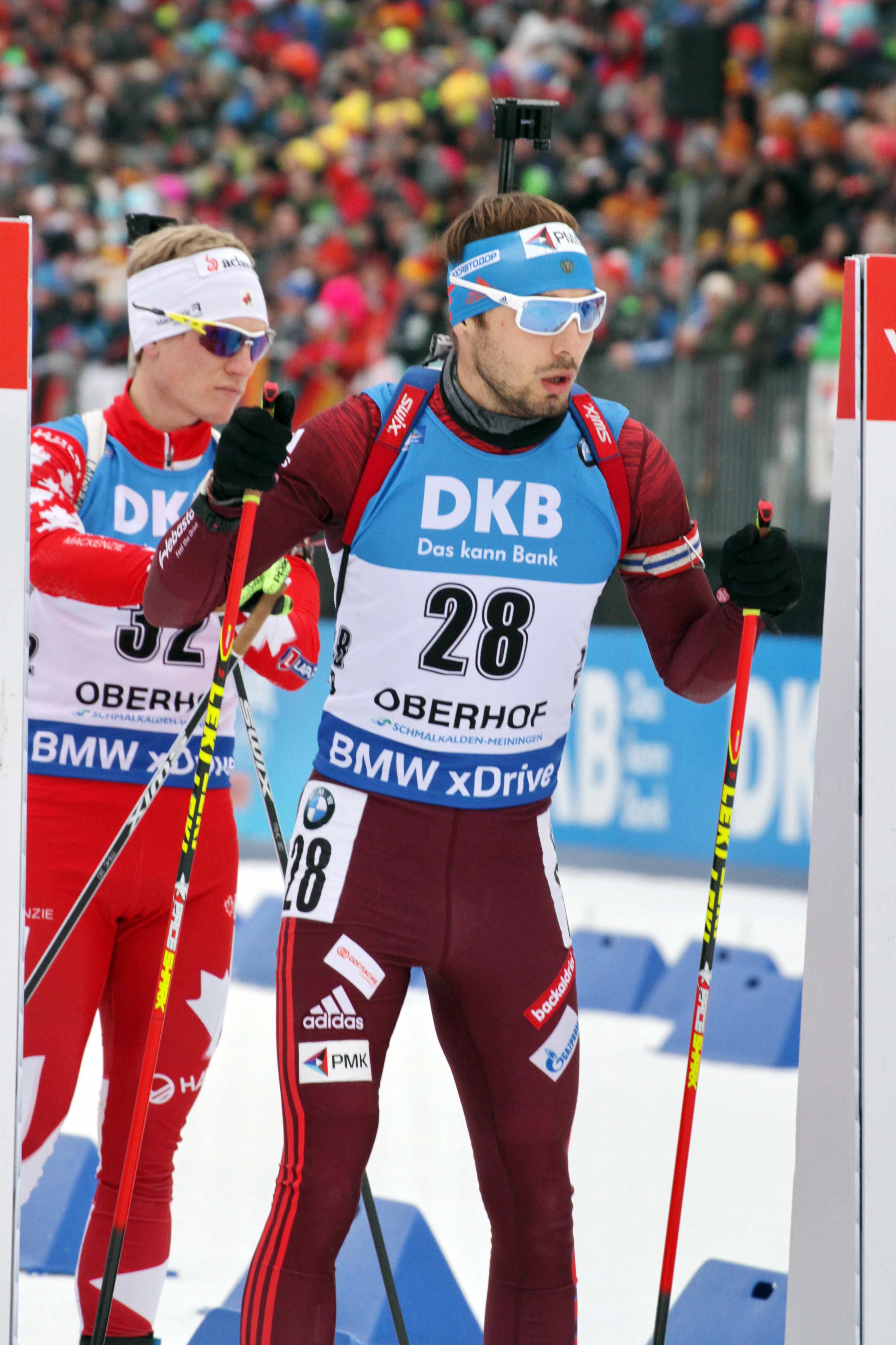
Schipulin in Oberhof 2018

In die Saison 2017/18 startete er weniger erfolgreich als in den Vorjahren und erreichte erst in Le Grand-Bornand seine erste Podestplatzierung. In Oberhof und in Ruhpolding konnte er dann wieder keinen Top-Ten-Ergebnis erreichen. In Antholz wurde er einmal Dritter und einmal Vierter, konnte aber anders als in den Vorjahren kein Rennen gewinnen.
Das Internationale Olympische Komitee (IOC) entschied Anfang 2018, dass Schipulin bei den Winterspielen 2018 in Pyeongchang nicht starten dürfe. Ausgelöst wurde diese Sperre durch den McLaren-Bericht.
Beim ersten Wettbewerb nach dieser Wettkampfpause, dem Sprint in Kontiolahti, gewann er dann sein erstes und einziges Weltcuprennen der Saison, an deren Ende er als Dritter zum vierten Mal hintereinander unter den ersten drei Plätzen der Gesamtwertung landete.

### Karriereende (2018/19)
Im Sommer 2018 erkrankte Schipulin an Pfeiffer-Drüsenfieber, wodurch er kein normales Training absolvieren konnte. Dennoch gab er im Herbst bekannt, im Januar 2019 wieder in den Weltcup einsteigen zu wollen und seine Karriere mindestens bis zu den Weltmeisterschaften 2020 in Antholz fortsetzen zu wollen, auch um erstmals einen Weltmeistertitel in einer Einzeldisziplin zu erreichen.
Nachdem während des Weltcups in Hochfilzen bekannt geworden war, dass österreichische Behörden gegen Anton Schipulin und weitere russische Biathleten ermitteln, teilte dieser am 25. Dezember 2018 seinen Rücktritt mit. Vier Tage später bestritt er bei der World Team Challenge in Gelsenkirchen mit Jekaterina Jurlowa-Percht sein letztes Rennen im Profisport. Als Begründung nannte er neben den Dopingvorwürfen, die er vollständig bestritt, auch die Sperre bei Olympia 2018.

## Kontroverse
Bei den Biathlon-Weltmeisterschaften 2017 war Schipulin in einen Skandal verwickelt: Er und sein Landsmann Alexander Loginow verweigerten dem Franzosen Martin Fourcade bei der Flower Ceremony zur Mixed-Staffel den Handschlag, woraufhin dieser „zunächst höhnisch applaudierte und dann direkt die Szenerie verließ.“ Loginow gab gegenüber der russischen Nachrichtenagentur TASS an, Fourcade habe ihm nicht die Hand schütteln wollen, woraufhin auch Schipulin sich umdrehte und dem Franzosen nicht zum zweiten Platz gratulierte. Im Vorfeld hatte Fourcade den russischen Biathlonverband dafür kritisiert, Loginow kurz nach dem Ablauf dessen zweijähriger Dopingsperre wegen Blutdopings mittels EPO für die Weltmeisterschaften zu nominieren. Fourcade hatte zudem angekündigt, ein Podium mit Loginow zu boykottieren. Auslöser bei den Weltmeisterschaften war das Verhalten Fourcades beim letzten Wechsel der Mixed-Staffel. Dieser war „in der Wechselzone einen Schlenker gelaufen und [hatte] dabei Loginows Ski gequert, der daraufhin stürzte“. Daraus ergab sich für Loginow, der seinen Rennabschnitt zu diesem Zeitpunkt bereits beendet hatte, kein Nachteil. Anton Schipulin erklärte das Verhalten seiner Mannschaft mit den Worten „Wir haben heute Situationen gesehen, in denen es viel Negativität der Franzosen gegen uns gegeben hat“ und merkte an, dass „das gesamte Verhalten […] nicht besonders nett“ war.

## Politische Tätigkeit
Anfang 2019 wurde bekannt, dass Anton Schipulin bei einer Nachwahl zur Staatsduma im Wahlkreis Serow der Oblast Swerdlowsk als Kandidat für die Regierungspartei Einiges Russland antritt. Am 9. September 2019 gewann er die Abstimmung mit 41,6 % der Stimmen und ist seitdem Mitglied im russischen Parlament.

## Persönliches
Die seit 2008 für die Slowakei startende ehemalige Biathletin und dreifache Olympiasiegerin Anastasiya Kuzmina ist Schipulins Schwester. Er ist verheiratet und seine Frau brachte 2016 einen Sohn, 2019 eine Tochter und 2020 einen weiteren Sohn zur Welt. Die Familie lebt in Jekaterinburg.

## Statistik

### Weltcupsiege
| Nr. | Datum         | Ort                  | Disziplin   |
| --- | ------------- | -------------------- | ----------- |
| 1.  | 20. Jan. 2011 | Antholz              | Sprint      |
| 2.  | 15. Jan. 2012 | Nové Město na Moravě | Verfolgung  |
| 3.  | 18. Jan. 2013 | Antholz              | Sprint      |
| 4.  | 19. Jan. 2013 | Antholz              | Verfolgung  |
| 5.  | 8. März 2014  | Pokljuka             | Verfolgung  |
| 6.  | 19. Dez. 2014 | Pokljuka             | Sprint      |
| 7.  | 21. Dez. 2014 | Pokljuka             | Massenstart |
| 8.  | 23. Jan. 2016 | Antholz              | Verfolgung  |
| 9.  | 20. Jan. 2017 | Antholz              | Einzel      |
| 10. | 18. März 2017 | Oslo                 | Verfolgung  |
| 11. | 8. März 2018  | Kontiolahti          | Sprint      |

| Nr. | Datum         | Ort             | Disziplin       |
| --- | ------------- | --------------- | --------------- |
| 1.  | 17. Jan. 2010 | Ruhpolding      | Staffel 1       |
| 2.  | 18. Dez. 2011 | Hochfilzen      | Mixed-Staffel 2 |
| 3.  | 4. Jan. 2013  | Oberhof         | Staffel 3       |
| 4.  | 13. Dez. 2014 | Hochfilzen      | Staffel 4       |
| 5.  | 8. Jan. 2015  | Oberhof         | Staffel 5       |
| 6.  | 15. Feb. 2015 | Oslo            | Staffel 6       |
| 7.  | 13. Dez. 2015 | Hochfilzen      | Staffel 3       |
| 8.  | 24. Jan. 2016 | Antholz         | Staffel 6       |
| 9.  | 18. Feb. 2017 | Hochfilzen (WM) | Staffel 7       |

### Biathlon-Weltcup-Platzierungen
Die Tabelle zeigt alle Platzierungen (je nach Austragungsjahr einschließlich Olympische Spiele und Weltmeisterschaften).
- 1.–3. Platz: Anzahl der Podiumsplatzierungen
- Top 10: Anzahl der Platzierungen unter den ersten zehn (einschließlich Podium)
- Punkteränge: Anzahl der Platzierungen innerhalb der Punkteränge (einschließlich Podium und Top 10)
- Starts: Anzahl gelaufener Rennen in der jeweiligen Disziplin

| Platzierung | Einzel | Sprint | Verfolgung | Massenstart | Staffel | Gesamt |
| ----------- | ------ | ------ | ---------- | ----------- | ------- | ------ |
| 1. Platz    | 1      | 4      | 5          | 1           | 9       | 20     |
| 2. Platz    |        | 5      | 5          | 4           | 3       | 17     |
| 3. Platz    | 1      | 3      | 11         | 4           | 4       | 23     |
| Top 10      | 5      | 32     | 37         | 18          | 35      | 127    |
| Punkteränge | 20     | 69     | 59         | 38          | 35      | 221    |
| Starts      | 22     | 83     | 59         | 38          | 51      | 253    |

### Olympische Spiele
|                                        | Einzelwettbewerbe | Einzelwettbewerbe | Einzelwettbewerbe | Einzelwettbewerbe | Staffelwettbewerbe | Staffelwettbewerbe |
| Sprint                                 | Verfolgung        | Einzel            | Massenstart       | Herrenstaffel     | Mixed-Staffel      |                    |
| -------------------------------------- | ----------------- | ----------------- | ----------------- | ----------------- | ------------------ | ------------------ |
| Olympische Winterspiele 2010 Vancouver | 30.               | 20.               | 36.               | 22.               | DSQ                |                    |
| Olympische Winterspiele 2014 Sotschi   | 4.                | 14.               | –                 | 11.               | DSQ                | DSQ                |

### Weltmeisterschaften
|                                               | Einzelwettbewerbe | Einzelwettbewerbe | Einzelwettbewerbe | Einzelwettbewerbe | Staffelwettbewerbe | Staffelwettbewerbe |
| Sprint                                        | Verfolgung        | Einzel            | Massenstart       | Herrenstaffel     | Mixed-Staffel      |                    |
| --------------------------------------------- | ----------------- | ----------------- | ----------------- | ----------------- | ------------------ | ------------------ |
| Weltmeisterschaften 2011 Chanty-Mansijsk      | 37.               | 21.               | –                 | –                 | DSQ                | –                  |
| Weltmeisterschaften 2012 Ruhpolding           | 13.               | 3.                | –                 | 29.               | 6.                 | 5.                 |
| Weltmeisterschaften 2013 Nové Město na Moravě | 7.                | 3.                | 33.               | 2.                | DSQ                | 6.                 |
| Weltmeisterschaften 2015 Kontiolahti          | 18.               | 2.                | 16.               | 7.                | 4.                 | 10.                |
| Weltmeisterschaften 2016 Oslo                 | 45.               | 9.                | 14.               | 9.                | 6.                 | 7.                 |
| Weltmeisterschaften 2017 Hochfilzen           | 21.               | 4.                | 7.                | 4.                | 1.                 | 3.                 |

## Belege
1. ↑  Viktoria Franke: Statements der Erstplatzierten nach dem Sprintrennen der Herren (Memento des Originals vom 3. Mai 2016 im Internet Archive)  Info: Der Archivlink wurde automatisch eingesetzt und noch nicht geprüft. Bitte prüfe Original- und Archivlink gemäß Anleitung und entferne dann diesen Hinweis. Biathlon-Online.de, 20. Januar 2011
2. ↑  Ergebnisse 12,5 km Verfolgung Herren in Nové Mesto na Morave. (Memento des Originals vom 2. Juni 2016 im Internet Archive)  Info: Der Archivlink wurde automatisch eingesetzt und noch nicht geprüft. Bitte prüfe Original- und Archivlink gemäß Anleitung und entferne dann diesen Hinweis. Braunschweiger Zeitung, 15. Januar 2012
3. ↑  Gold für Fourcade, Silber für Bergman, Bronze für Schipulin. In: Münchner Abendzeitung, 4. März 2012
4. ↑  sid/ska: Sieg für Anton Schipulin im Sprint von Antholz Süddeutsche Zeitung, 18. Januar 2013
5. ↑  sid: Schipulin siegt – Deutsche enttäuschen (Memento des Originals vom 3. Mai 2016 im Internet Archive)  Info: Der Archivlink wurde automatisch eingesetzt und noch nicht geprüft. Bitte prüfe Original- und Archivlink gemäß Anleitung und entferne dann diesen Hinweis. Biathlon-Online.de, 19. Januar 2013
6. ↑  Resultate: Ergebnisse Staffel Herren Olympia 2014 (Memento vom 29. Juli 2014 im Internet Archive) (PDF) Biathlon-Online.de, 22. Februar 2014
7. ↑  Karl-Heinz Merl: Martin Fourcade gewinnt auch Verfolgungsrennen von Östersund (Memento des Originals vom 1. Mai 2016 im Internet Archive)  Info: Der Archivlink wurde automatisch eingesetzt und noch nicht geprüft. Bitte prüfe Original- und Archivlink gemäß Anleitung und entferne dann diesen Hinweis. Biathlon-News.de, 3. Dezember 2014
8. ↑  Biathlon-News.de: Russland’s Herren dominieren Staffel von Hochfilzen (Memento vom 21. Dezember 2014 im Internet Archive)
9. ↑  Carina Borcherding: Schempp mit erneuter Top-10-Platzierung im Sprint von Pokljuka (Memento des Originals vom 1. Mai 2016 im Internet Archive)  Info: Der Archivlink wurde automatisch eingesetzt und noch nicht geprüft. Bitte prüfe Original- und Archivlink gemäß Anleitung und entferne dann diesen Hinweis. Biathlon-News.de, 19. Dezember 2014
10. ↑  Karl-Heinz Merl: Abgezockter Schipulin gewinnt Massenstart von Pokljuka (Seite nicht mehr abrufbar, festgestellt im Oktober 2022. Suche in Webarchiven)  Info: Der Link wurde automatisch als defekt markiert. Bitte prüfe den Link gemäß Anleitung und entferne dann diesen Hinweis. Biathlon-News.de, 21. Dezember 2014
11. ↑  sportschau.de
12. ↑  Schipulin beendet seine Karriere ORF-Sport, 25. Dezember 2018
13. ↑  Fabian Kunze: Streit zwischen Martin Fourcade und Russland eskaliert. In: Eurosport. Warner Bros. Discovery, 11. Februar 2017, abgerufen am 28. Februar 2025.
14. ↑  Ex-Biathlet Anton Shipulin geht in die Politik Sport.de, 21. Januar 2019
15. ↑  Результаты выборов по одномандатному избирательному округу (Memento des Originals vom 23. Oktober 2020 im Internet Archive)  Info: Der Archivlink wurde automatisch eingesetzt und noch nicht geprüft. Bitte prüfe Original- und Archivlink gemäß Anleitung und entferne dann diesen Hinweis.

| Personendaten    | Personendaten                                                      |
| ---------------- | ------------------------------------------------------------------ |
| NAME             | Schipulin, Anton Wladimirowitsch                                   |
| ALTERNATIVNAMEN  | Шипулин, Антон Владимирович (russisch); Shipulin, Anton (englisch) |
| KURZBESCHREIBUNG | russischer Biathlet                                                |
| GEBURTSDATUM     | 21. August 1987                                                    |
| GEBURTSORT       | Tjumen, Russische SFSR, Sowjetunion                                |